# Fragata

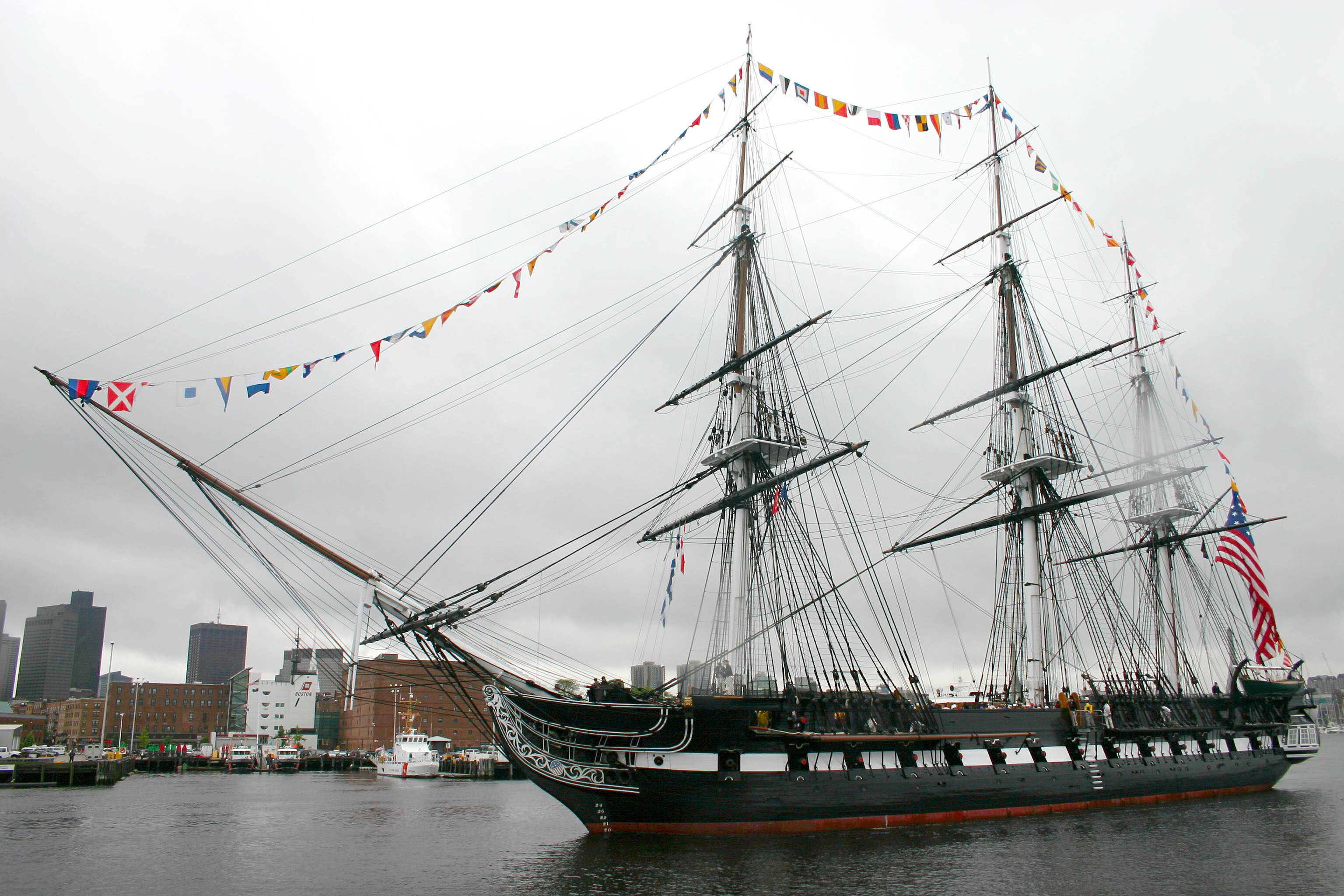
Fragata USS Constitution da Marinha dos EUA. Lançada em 1797, é o navio de guerra mais antigo dos EUA ainda em comissão de serviço.

Fragata é um tipo de navio de guerra. O termo tem sido usado, ao longo dos séculos, para designar uma gama alargada de navios, com diferentes tamanhos e funções.
No século XVIII, eram designadas fragatas navios de guerra com três mastros de velas redondas, com comprimento semelhante ao das naus, mas menores, mais rápidos e com armamento mais ligeiro, usados em missões de escolta e de reconhecimento. As fragatas dispunham de uma única bateria coberta de canhões, em comparação com as duas ou mais baterias cobertas das naus.
Na segunda metade do século XIX, algumas marinhas desenvolveram fragatas couraçadas que se tornaram nos mais poderosos navios de combate da época. No final daquele século, as fragatas couraçadas foram substituídas pelos cruzadores, desaparecendo o uso do termo "fragata".
O termo ressurgiu durante a Segunda Guerra Mundial para designar alguns navios de escolta oceânica, destinados a dar proteção antiaérea e antisubmarina a comboios navais. 
Modernamente, as fragatas são usadas na proteção de navios mercantes, de forças navais anfíbias e de navios de reabastecimento. A classificação de um navio como fragata é, no entanto, muito genérica. As modernas fragatas podem ter poucas ou nenhumas diferenças em relação a outros navios classificados como corvetas, contratorpedeiros ou cruzadores.
O posto de capitão de fragata, existente em várias marinhas, deriva da designação deste tipo de navio.

## Fragatas clássicas

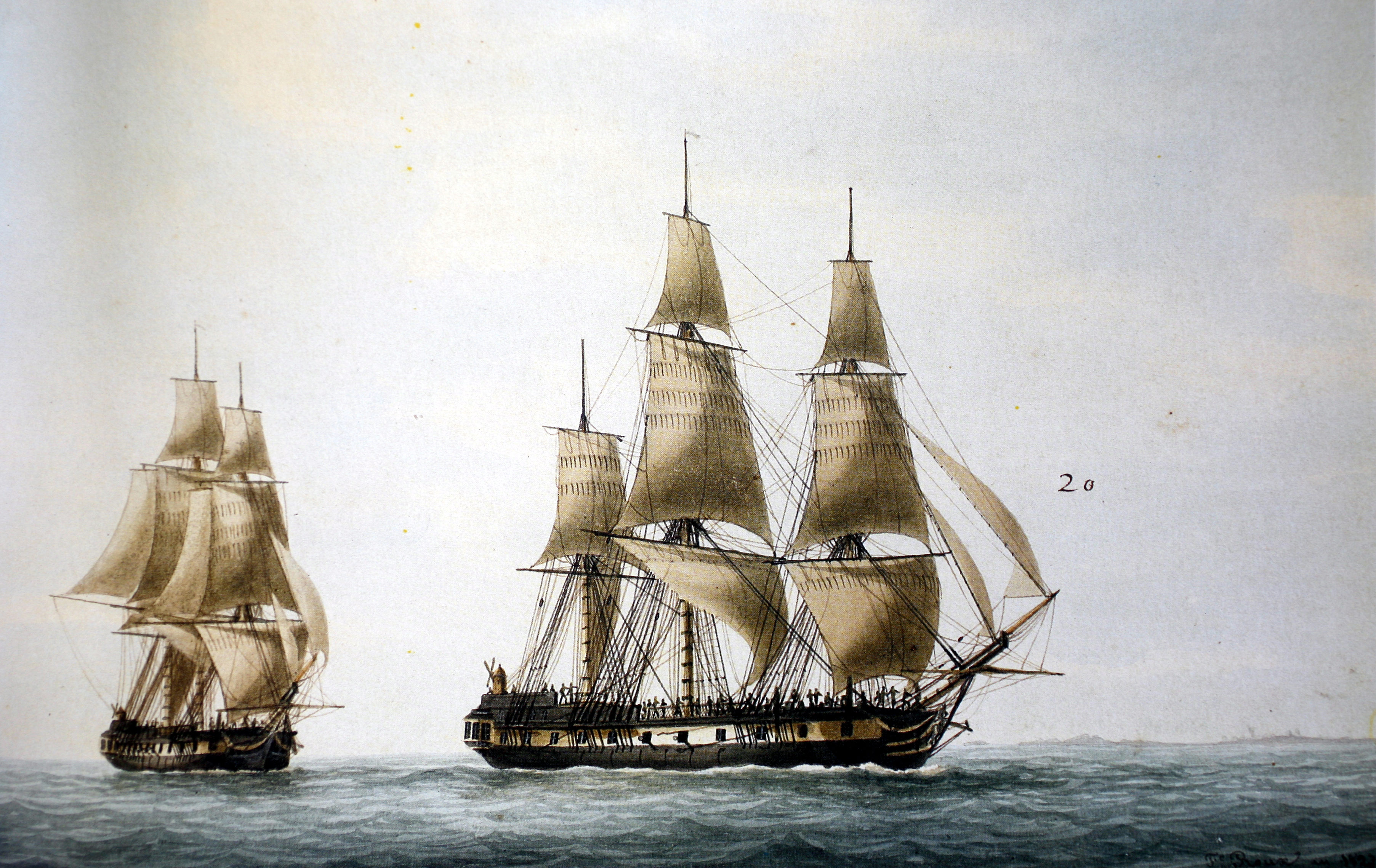
Fragatas à vela Recherche e Espérance da Marinha da França, em 1827.

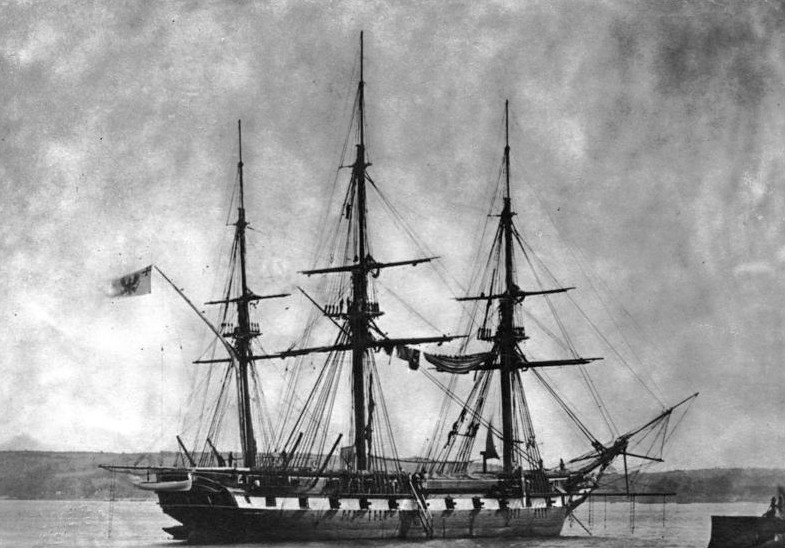
Fragata à vela Thetis da Marinha da Prússia, em 1867

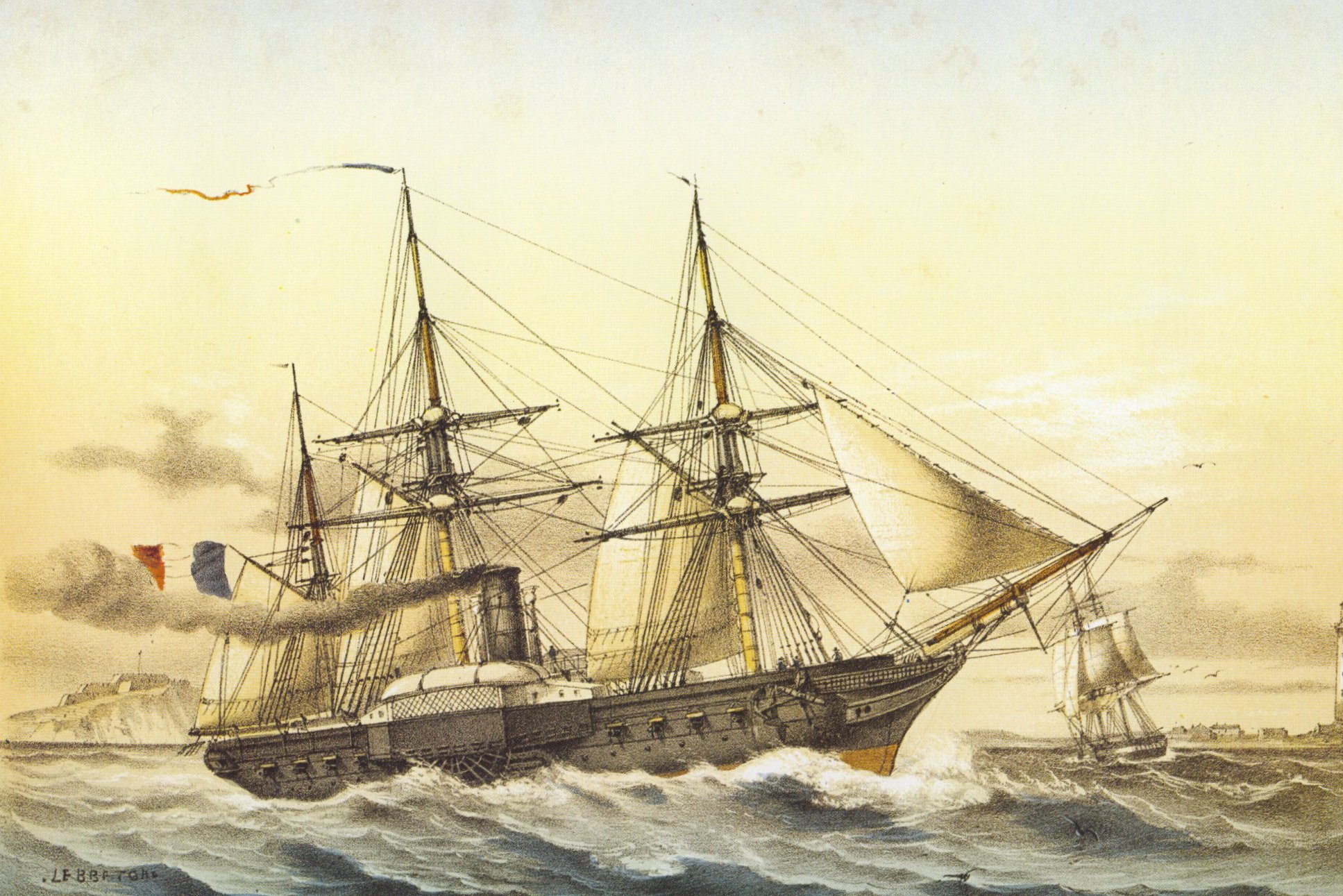
Fragata de rodas Decártes da Marinha da França, em meados do século XIX.

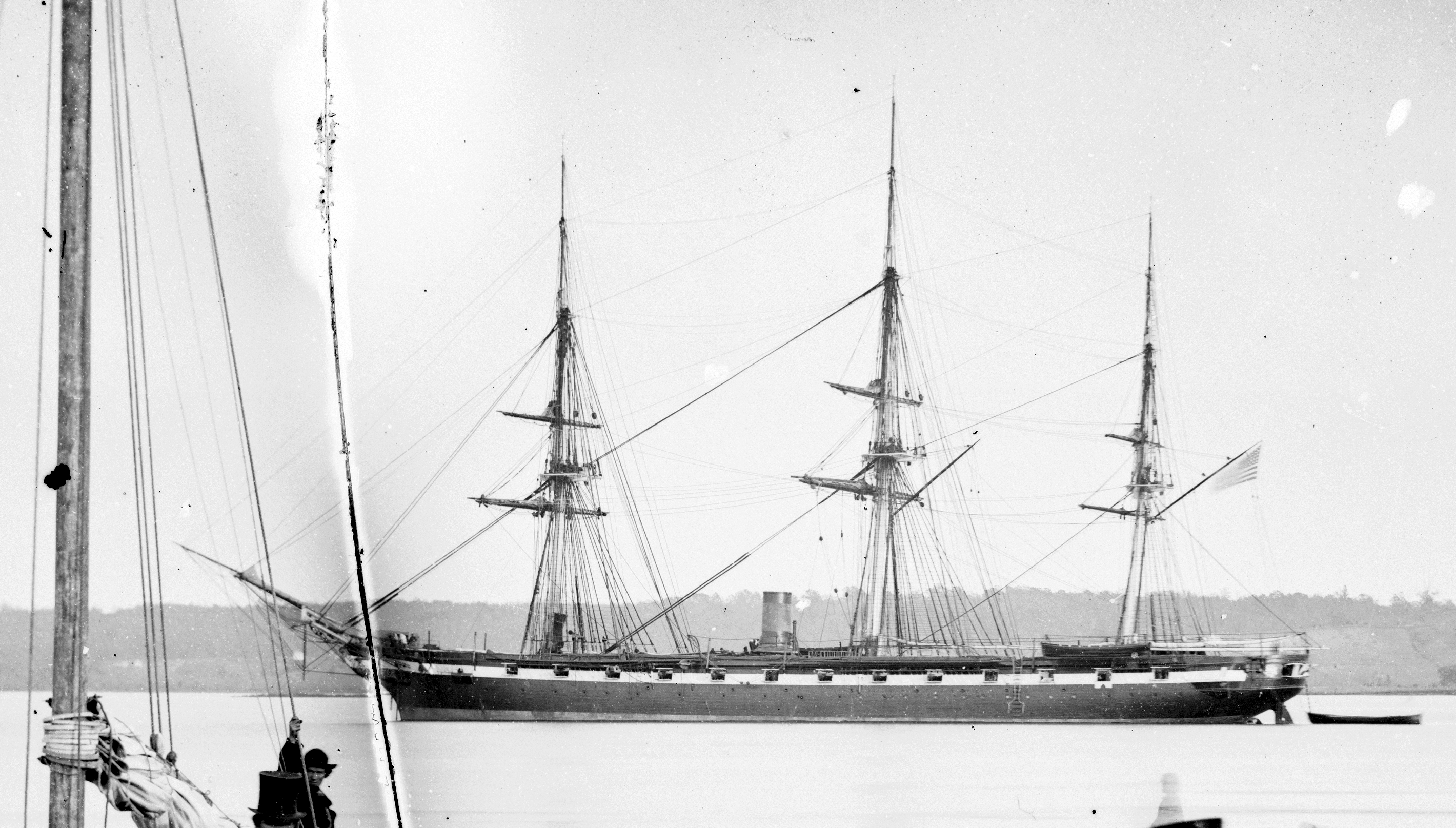
Fragata de hélice USS Pensacola da Marinha dos EUA, em 1861.

### Origens
Aparentemente, o termo "fragata" teve origem no Mediterrâneo, no final do século XV, para se referir a um tipo ligeiro de galeaça, com remos, velas e armamento ligeiro, construído tendo em vista a velocidade e a manobrabilidade.
Em 1583, durante a Guerra dos Oitenta Anos os Hasburgos de Espanha recuperaram o controlo dos Países Baixos do Sul aos Holandeses rebeldes. Esta situação levou a que os portos ocupados se tornassem bases usadas por corsários - os chamados "Corsários de Dunquerque" - para atacar a navegação dos Holandeses e dos seus aliados. Para isso, os Corsários de Dunquerque desenvolveram navios pequenos e manobráveis à vela, que se tornaram conhecidos como "fragatas". O termo "fragata" acabou por se tornar mais genérico e passou a ser aplicado pelas marinhas regulares a qualquer dos seus navios relativamente rápidos e elegantes à vela, e, normalmente, com maior autonomia que as fragatas dos Corsários de Dunquerque.
A Marinha das Províncias Unidas dos Países Baixos foi a primeira marinha regular a construir as fragatas oceânicas maiores. Esta Marinha tinha três principais tarefas no combate contra a Espanha: proteger os navios mercantes holandeses no mar, bloquear os portos flamengos em poder dos Espanhóis e combater a esquadra espanhola, impedindo o desembarque de tropas. As primeiras duas tarefas requeria navios velozes, de reduzido calado - para as águas pouco profundas dos Países Baixos - e uma capacidade de aprovisionamento suficiente para manter um bloqueio. A terceira tarefa requeria armamento suficientemente pesado para fazer frente à esquadra espanhola. As primeiras novas fragatas de maiores dimensões e com capacidade para combate foram construídas, em Hoorn, por volta de 1600. No final da Guerra dos Oitenta Anos, os holandeses tinham trocado, quase completamente, as embarcações pesadas de modelos semelhantes às usadas pelas restantes marinhas, pelas fragatas ligeiras de 300 toneladas e armas com cerca de 40 peças.
A eficiência das fragatas holandesas destacou-se na Batalha das Dunas em 1638, levando à sua adopção pelas marinhas de outros países.

### Projeto clássico de fragatas
A origem da clássica fragata à vela, conhecida hoje pelo seu papel nas Guerras Napoleónicas, pode ser traçada aos desenvolvimentos franceses no segundo quartel do século XVIII. A fragata francesa Médée, de 1740, é, muitas vezes, considerada como o primeiro exemplo deste tipo de navios. Estes navios aparelhavam três mastros de velas redondas e concentravam todos os seus canhões numa única bateria coberta, correspondente à bateria superior nos anteriores navios, de tamanho semelhante, com duas baterias cobertas. A coberta inferior deixou de ter armamento, ficando, inclusive abaixo da linha de água. As novas fragatas tinham capacidade para combater com todos os seus canhões, mesmo em situações de mar bravo, onde os navios de duas baterias cobertas tinham que manter fechadas as escotilhas dos canhões da bateria inferior.

### Funções
As fragatas eram, talvez, os navios mais empregues pelas marinhas dos séculos XVIII e XIX. Apesar de menos poderosas que as naus de linha, podiam enfrentar facilmente embarcações de guerra menores, já para não falar de navios mercantes. Capazes de aprovisionar mantimentos para seis meses, dispunham de uma autonomia bastante elevada, podendo operar de forma isolada e independente - ao contrário das naus de linha que eram consideradas demasiado importantes e valiosas para operarem sem escolta. 
As fragatas realizavam o reconhecimento em proveito da esquadra, o ataque à navegação mercante, patrulhas, escoltas e missões de estafeta. Normalmente, as fragatas operariam em pequeno número ou isoladamente, contra outras fragatas. Normalmente evitariam o combate com naus de linha.
As fragatas mantiveram-se como um elemento crucial das marinhas até meados do século XIX. Os primeiros couraçados foram classificados como "fragatas" devido ao número e disposição do seu armamento. A terminologia naval, no entanto, foi mudando à medida que o vapor e o aço se tornaram na norma. O papel das antigas fragatas foi assumido, primeiro, pelos cruzadores protegidos e, depois, pelos contratorpedeiros.

### As fragatinhas e as corvetas
No final do século XVIII começa a individualizar-se um modelo menor de fragata, conhecido por "fragatinha" na Marinha Portuguesa. Tendo todas as restantes caraterísticas das fragatas maiores, as fragatinhas distinguem-se apenas por serem menores e disporem de menos de 30 canhões. No início do século XIX, as fragatinhas tornam-se num tipo distinto de navio designado "corveta". A corveta, sendo, essencialmente, uma fragata menor, vai acompanhar o desenvolvimento daquela, no que diz respeito à propulsão a vapor e à blindagem, até final do século XIX.

### Fragatas a vapor
Embarcações classificadas como "fragatas" continuaram a desempenhar um papel importante nas marinhas, ao ser adoptada a propulsão a vapor, no século XIX. Na década de 1830 as marinhas começaram a experimentar grandes navios a vapor de rodas, armados com canhões de grande calibre, montados numa única coberta, os quais eram referidos como "fragatas de rodas". A partir de meados da década de 1840 as rodas nas fragatas a vapor foram substituídas por hélices, tornando-as mais semelhantes, em termos de aspeto exterior, às clássicas fragatas à vela. As fragatas de hélice, primeiro construídas em madeira e, depois, em metal, continuaram a desempenhar o tradicional papel da fragata até final do século XIX. 
A partir de 1859 foram acrescentadas blindagens aos navios que mantinham as restantes caraterísticas das já existentes fragatas e naus de linha. O peso adicional da blindagem destes primeiros navios couraçados obrigava ao limite de só disporem de uma bateria coberta de canhões, sendo, por isso, tecnicamente, fragatas, apesar de serem mais poderosos que as naus de linha existentes e de desempenharem a sua função estratégica. A designação "fragata-couraçada" manteve-se, em uso, durante algum tempo, para designar um tipo de couraçado, de canhões laterais, também aparelhado com velas.
No final do século XIX, o termo "fragata" caiu em desuso. Os navios blindados passaram a ser designados "couraçados" ou como "cruzadores-couraçados" e os navios não blindados passaram a ser classificados como cruzadores.

## Fragatas modernas

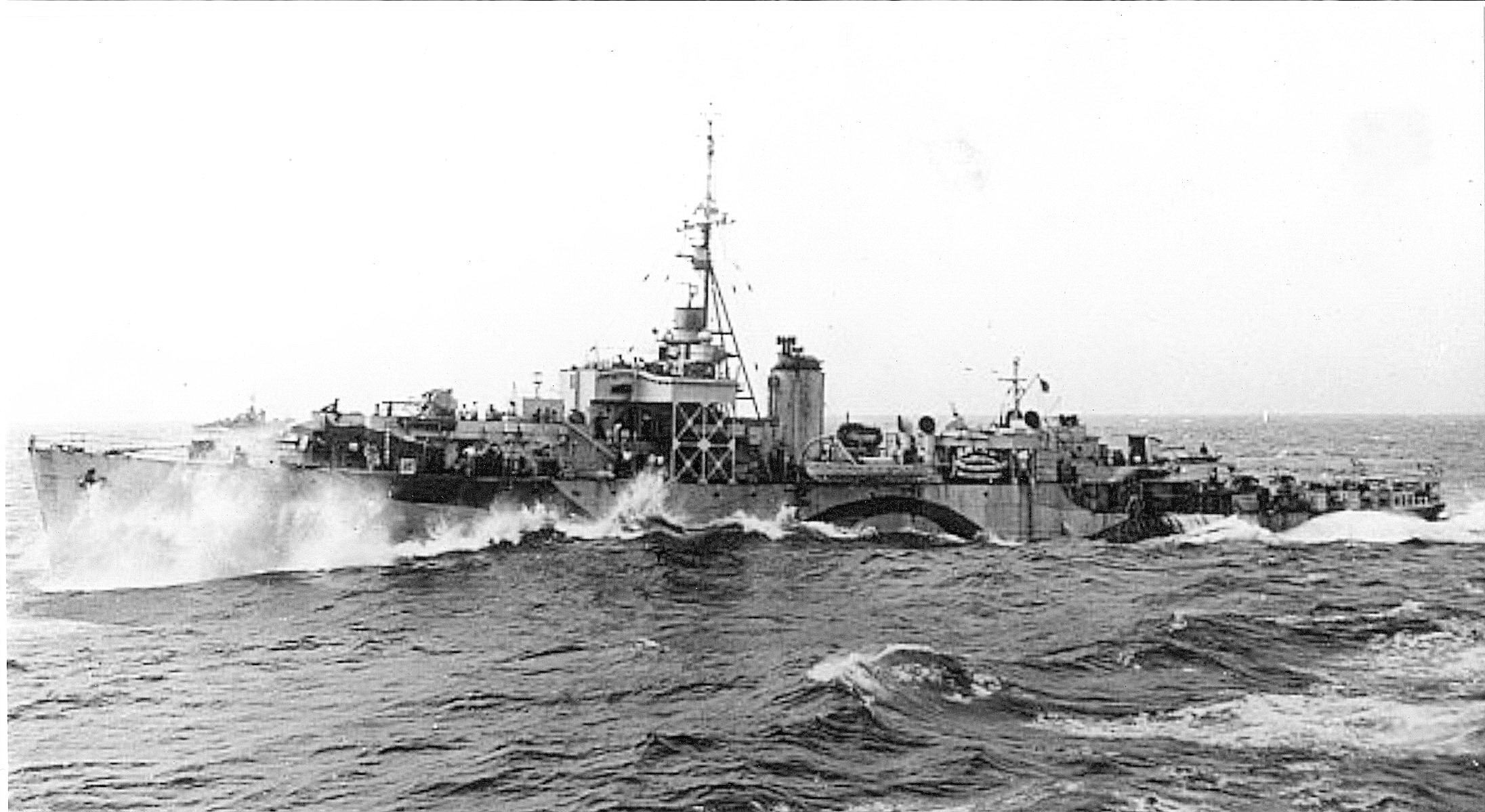
Fragata HMS Swale da classe River da Royal Navy, em 1943.

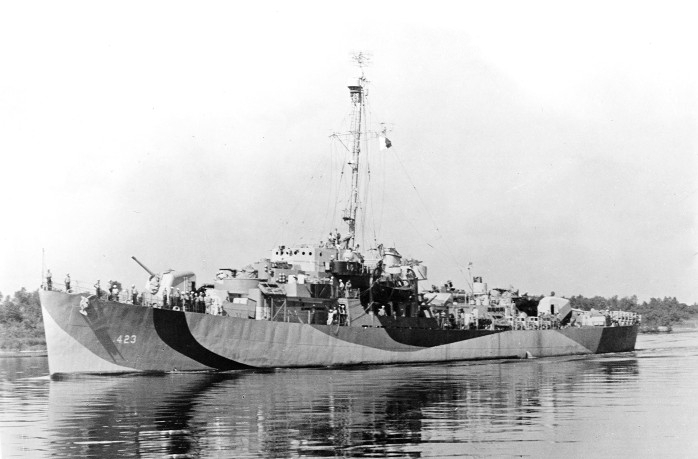
Destroyer escort USS Dufilho da Marinha dos EUA, em 1944.

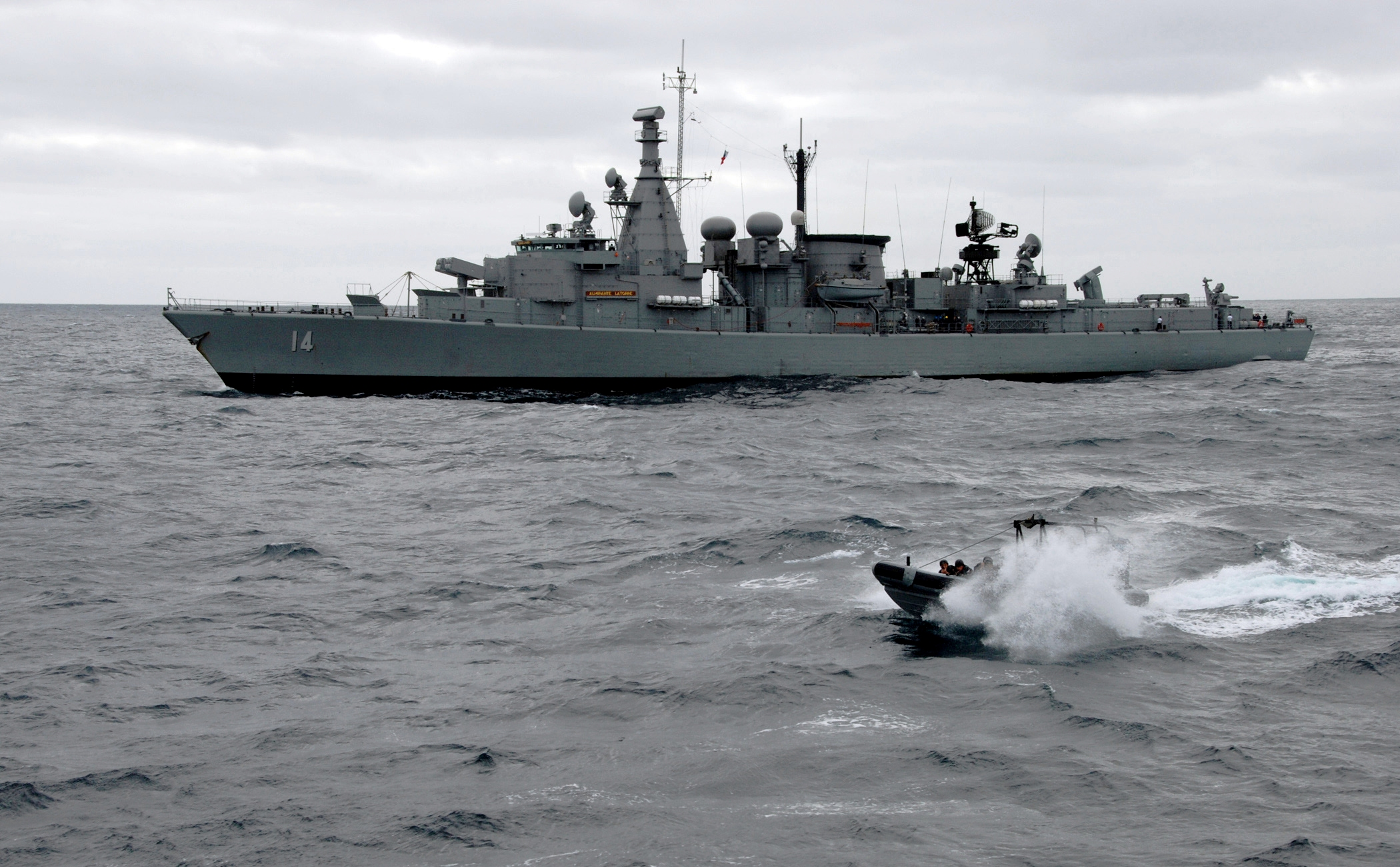
Fragata antiaérea Almirante Latorre da Armada do Chile, em 2007.

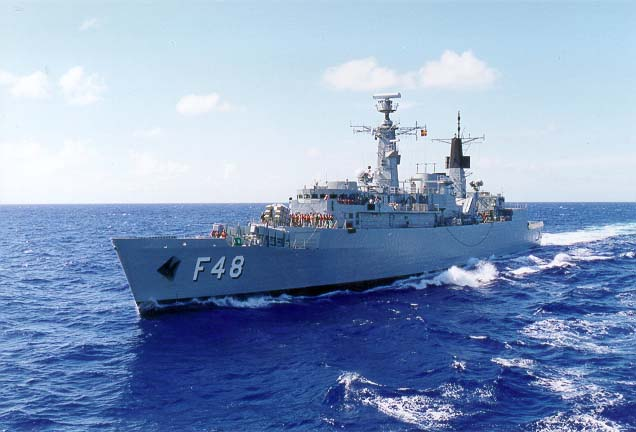
Fragata antisubmarina Bosísio da Marinha do Brasil, em 2008.

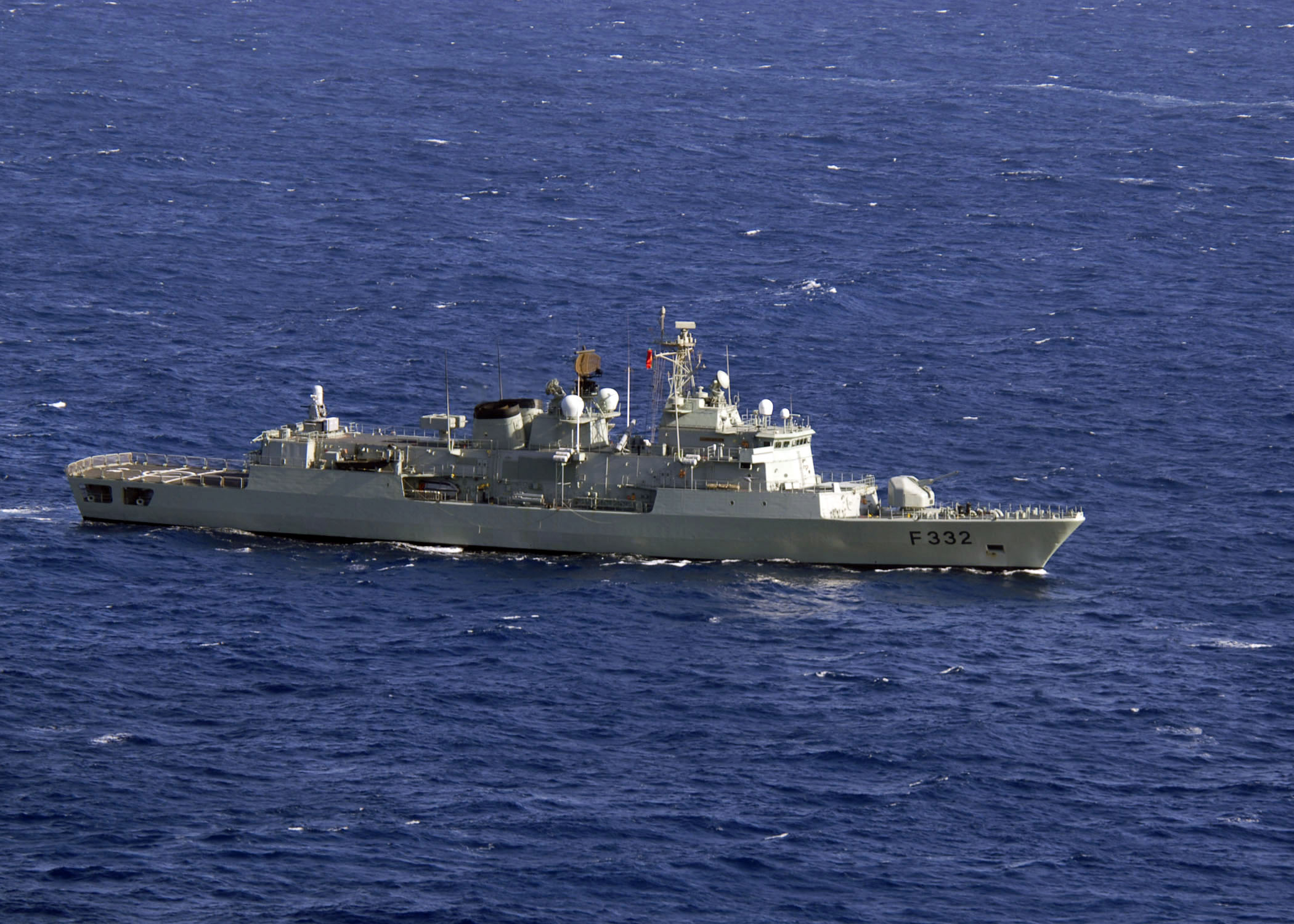
Fragata multiusos NRP Corte Real da Marinha Portuguesa, em 2008

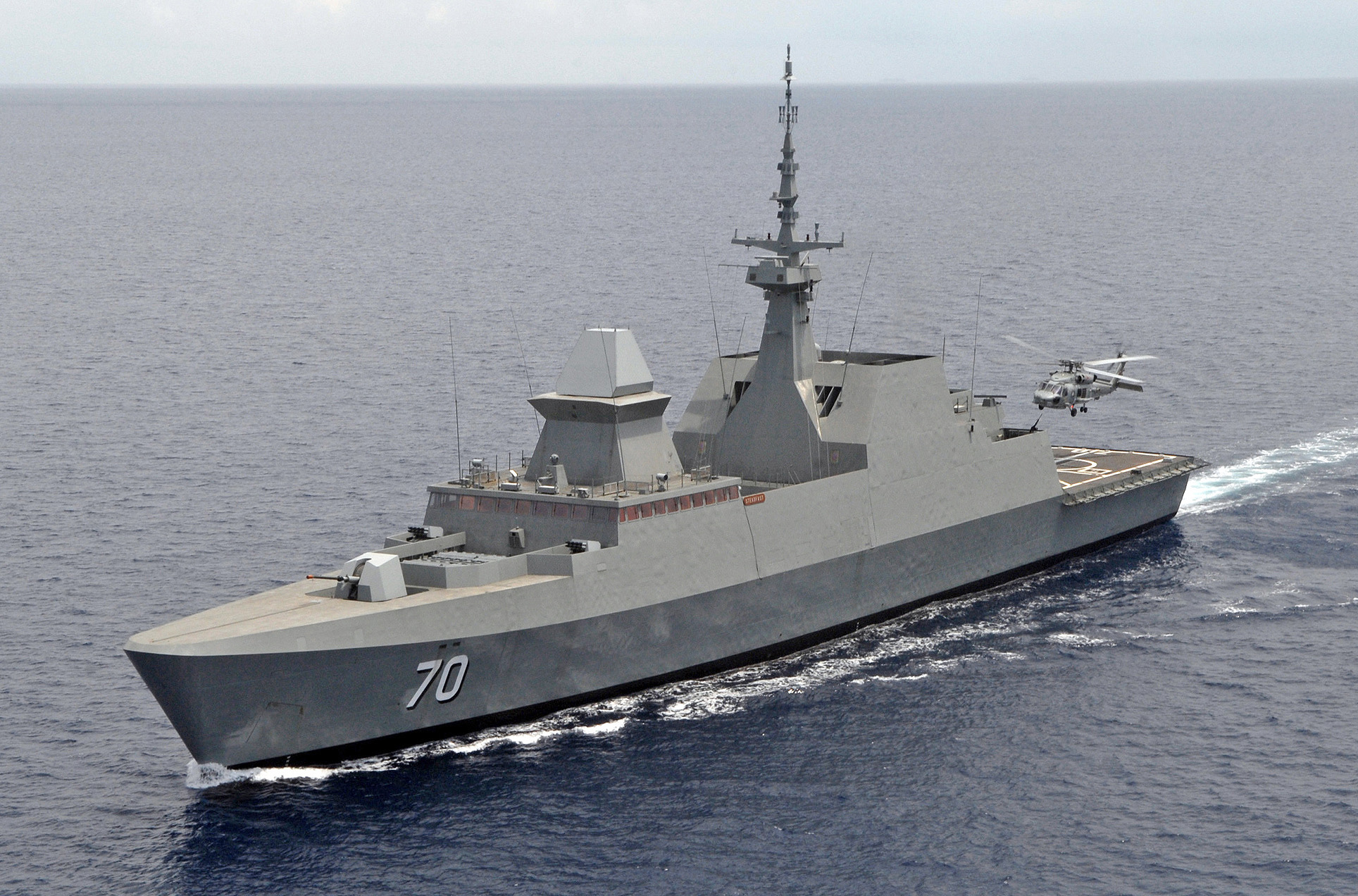
Fragata furtiva RSS Seadfast da Marinha de Singapura, em 2008.

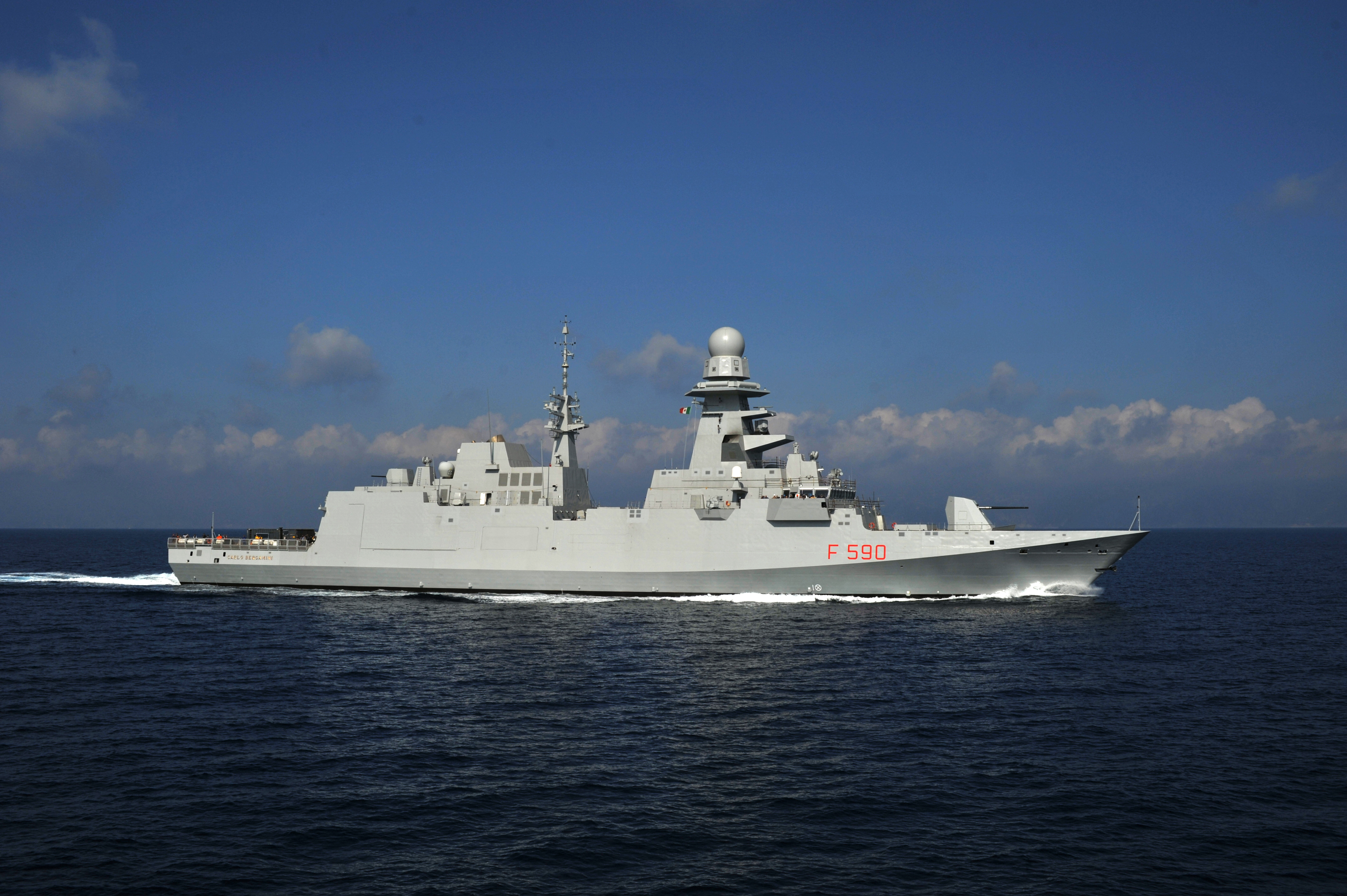
Fragata multi-missão FREMM Carlo Bergamini da Marinha Italiana, em 2011.

### Fragatas da Segunda Guerra Mundial
Praticamente a única ligação entre as fragatas modernas e as clássicas é a sua designação. 
O termo "fragata" foi readoptado, durante a Segunda Guerra Mundial pela Royal Navy britânica, para descrever um novo tipo de navio de escolta, antisubmarino, maior que a corveta - termo também readoptado pouco tempo antes - mas menor que o contratorpedeiro. A fragata foi introduzida para colmatar algumas limitações inerentes ao projeto das corvetas, nomeadamente o armamento limitado, a forma do casco inadequada à operação oceânica, uma única hélice, limitando a velocidade e a manobrabilidade e uma reduzida autonomia. Tal como a corveta, a fragata foi desenhada de acordo com os padrões de construção de um navio mercante, permitindo a sua construção em estaleiros sem experiência em navios de guerra. O primeiro modelo de fragatas - a classe River de 1941 - consistia, basicamente, em dois conjuntos de maquinarias de corveta, instalados num casco maior e armado com as novas armas antisubmarinas Hedgehog. A fragata possuía menor poder de fogo e menor velocidade que um contratorpedeiro, mas essas caraterísticas não eram necessárias para a luta antisubmarina, já que os submarinos eram lentos e o equipamento ASDIC não funcionava bem a velocidades superiores a 20 nós. A fragata era pois um navio austero, apropriado a uma construção em massa, mas equipado com as últimas inovações em termos de luta antisubmarina. 
Como a fragata se destinava apenas comboiar navios mercantes, não operando com a esquadra de batalha, tinha velocidade e autonomia, relativamente limitadas. Só em 1944 foi introduzido um modelo de navio classificado como fragata - a classe Bay - capaz de acompanhar a esquadra, ainda que com alguma limitação de velocidade. Estas fragatas eram semelhantes aos destroyers escorts - escoltas contratorpedeiros - desenvolvidos pela Marinha dos EUA, ainda que com menor velocidade e menos armamento que estes. Aliás, os destroyers escorts de origem americana em serviço na Royal Navy e em outras marinhas europeias  - como na Marinha Portuguesa - foram classificados como "fragatas".

### Fragatas antiaéreas atuais
A introdução de mísseis superfície-ar, depois da Segunda Guerra Mundial, permitiu a navios relativamente pequenos, tornarem-se úteis para defesa antiaérea, dando origem às fragatas de mísseis guiados. Apesar desses navios serem classificados como fragatas pela maioria das marinhas da NATO, a Marinha dos Estados Unidos classificou-os como escoltas oceânicos até 1975 - com os códigos "DE" ou "DEG" nos seus números de amura, como uma reminiscência dos destroyers escorts da Segunda Guerra Mundial. 
Desde a década de 1950 que a Marinha dos Estados Unidos vinha utilizando o termo "fragata" para classificar navios de defesa antiaérea, equipados com mísseis superfície-ar, construídos com base em cascos de contratorpedeiros e com as dimensões de cruzadores. Alguns desses navios - como os das classes Truxtun, California e Virginia - dispunham de propulsão a energia nuclear. Estes navios eram consideravelmente maiores que as fragatas das outras marinhas, mas o uso do termo "fragata" justificava-se mais, devido à analogia entre as suas funções e as funções das antigas fragatas. Em 1975, no entanto, a Marinha dos Estados Unidos adoptou o sistema de classificação padrão da NATO, reclassificando a maioria das suas anteriores fragatas, como "cruzadores" ou "cruzadores de mísseis guiados".
Quase todas as fragatas modernas estão equipadas com alguma forma de mísseis ofensivos ou defensivos, sendo, por isso, classificadas como "fragatas de mísseis guiados". O desenvolvimento dos mísseis superfície-ar permite às fragatas atuais constituírem-se no núcleo da maioria das marinhas e serem usadas como uma plataforma de armas de defesa da esquadra, não existindo a necessidade de fragatas antiaéreas especializadas.

### Fragatas antisubmarinas atuais
No outro lado do espectro existem as fragatas especializadas em luta anti-submarina. A crescente velocidade dos submarinos desde o final da Segunda Guerra Mundial, reduziu acentuadamente a margem de superioridade da fragata em relação ao submarino. A fragata já não podia ser um navio lento, propulsado por máquinas da marinha mercante. As fragatas do pós-guerra tornaram-se, portanto, mais rápidas. Estes navios têm equipamento sonar aperfeiçoado, morteiros, torpedos e mísseis antisubmarinos. Mísseis ar-superfície e superfície-superfície dão-lhes capacidades defensivas e ofensivas, cada vez maiores. 
Especificamente para a luta antisubmarina, a maioria das fragatas modernas, possui uma plataforma de pouso e hangar à ré, permitindo a operação de helicópteros. Os helicópteros permitem às fragatas atacar os submarinos nucleares mais rápidos que as embarcações de superfície. O helicóptero amplia, também, o raio de deteção de ameaças submarinas e de superfície, por parte da fragata. Para estas tarefas, os helicópteros estão equipados com sensores especializados, tais como sonobóias, sonares mergulhantes, detetores de anomalias magnéticas, bem como armamento para atacar os seus alvos, como torpedos e cargas de profundidade. Os seus radares de bordo também podem ser usados para o reconhecimento além do horizonte e guiamento dos mísseis superfície-superfície da fragata. O helicóptero também é bastante útil em tarefas complementares tais como busca e salvamento, introdução de equipas de abordagem e transporte.

### Desenvolvimentos futuros
Os projetos das novas fragatas caraterizam-se, especialmente, pela introdução da tecnologia furtiva. As formas da fragata são desenhadas de maneira a ofereceram uma assinatura radar mínima, tornando-as, também mais aerodinâmicas. A manobrabilidade obtida com o seu elevado aerodinamismo tem sido comparada à das antigas fragatas à vela.
De observar que, continua a não existir uma diferença clara entre as classificações das embarcações de guerra, como fragatas, contratorpedeiros ou corvetas. Os critérios continuam a variar de marinha para marinha. Assim, por exemplo, a Marinha Francesa classifica como fragatas tanto os seus "contratorpedeiros" - identificados pelo prefixo "D" de destroyer no seu número de amura - como as suas fragatas, propriamente ditas - identificadas pelo prefixo "F". Outro exemplo é a Marinha Portuguesa que apenas classifica como "fragatas" os escoltas oceânicos de deslocamento superior a 2 000 toneladas, sendo os de deslocamento inferior classificados como "corvetas" apesar de ambos se identificarem pelo prefixo "F" no seu número de amura.
Há, no entanto, uma tendência, na maioria das marinhas, para ir sendo abandonando o uso do termo "contratorpedeiro", passando todos os escoltas oceânicos a ser classificados como "fragatas". Assim, por exemplo, os novos escoltas oceânicos alemães da Classe F125, serão classificados como fragatas, apesar de terem um deslocamento de 7 200 toneladas, bastante superior ao dos contratorpedeiros que vão substituir.